# Международная премия манга
Международная премия манга, или International Manga Award (яп. 国際漫画賞) — награда, учреждённая 22 мая 2007 года для поощрения неяпонских авторов манги. Награда была впервые предложена Министром иностранных дел Японии Таро Асо, в его политической речи в районе Акихабара в 2006 году. Содействие в работе по присуждению премий оказывает Японская ассоциация авторов манги.

## Победители

### 2007
Отбором работ для первой премии занимался отборочный комитет, включавший мангак Матико Сатонака, Янасэ Такаси, Тиба Тэцуя и главных редакторов известных японских журналов комиксов. Церемония вручения прошла в Токио 2 июля 2007 года.
Международная премия манга:
- Sun Zi’s Tactics Ли Чжицин (Китай)

«Shorei» Award:
- 1520 KAI (Гонконг/Китай)
- Le Gardenie Benny Wong Thong Hou (Малайзия)
- Hollow Fields Мадлен Роска (Австралия)

### 2008
Вторая церемония вручения награды прошла 2 сентября 2008 года.
Золотая награда
- Feel 100 % Лю Юньцзе (Лау Ваньгит) (Гонконг)

Серебряная награда
- Elapse Yin Chuan (Китай)
- Portrait Светлана Чежина (Россия)
- Okhéania 1 Алис Пикар (Франция)

### 2009
Третья церемония вручения награды прошла 4 декабря 2009 года.
Золотая награда
- Super Dunker Джакрапхан Хуайпеч (Jakraphan Huaypetch) (Таиланд)

Серебряная награда
- Zaya Хуан Цзявэй (Huang Jia-Wei) (Китай) и Морван (Франция)
- Natty Мелвил Корвейран (Melvil Corveyran) (Франция)
- Running on Empty Ким Джион (Kim Jea-Eon) (Южная Корея)

### 2010
Золотая награда
- Si loin et si proche Сяо Бай (Бельгия)

Серебряная награда
- Face cachée Оливер Мартинр и Сильвейн Рунберг (Франция)
- La Isla sin Sonrisa Энрике Фернандес (Испания)
- The story begins with… Верачай Дуангпла (Таиланд)

### 2011
Золотая награда
- «Я убиваю великанов» Джо Келли (США) и Дж. М. Кэн Ниимура (Испания)

Серебряная награда
- When You Standing Your Tiptoes Пань Липин, Цзу Лэя (Китай)
- Make a wish! Da Xi Кори (Тайвань)
- The Man Who Follow His Own Voice Танис Верасаквонг (Таиланд)